# سارگپه مارمولکی
سارگپه مارمولکی (نام علمی: Kaupifalco monogrammicus) نام یک گونه از تیره بازان است.